# Grammy Award for Best Contemporary Christian Music Performance/Song
Der Grammy Award for Best Contemporary Christian Music Performance/Song, auf Deutsch „Grammy-Auszeichnung für die beste Darbietung zeitgenössischer christlicher Musik/das beste zeitgenössische christliche Lied“, ist ein Musikpreis, der seit 2015 von der amerikanischen Recording Academy verliehen wird. Der Preis aus dem Bereich der christlichen Popmusik geht an den Songwriter und den Interpreten.

## Geschichte und Hintergrund
Die seit 1959 verliehenen Grammy Awards werden jährlich in zahlreichen Kategorien von der Recording Academy in den Vereinigten Staaten vergeben, um künstlerische Leistung, technische Kompetenz und hervorragende Gesamtleistung ohne Rücksicht auf die Album-Verkäufe oder Chart-Position zu würdigen.
Eine dieser Kategorien ist der Grammy Award for Best Contemporary Christian Music Performance/Song. Die Auszeichnung wurde erstmals bei dem Grammy Awards 2015 an Lecrae und For King & Country für das Lied Messengers vergeben.
Neben der ebenfalls neu gebildeten Kategorie Grammy Award for Best Gospel Performance/Song ist dies die einzige Grammy-Kategorie, die sowohl Interpreten als auch Songwriter in einer Kategorie auszeichnet.

## Gewinner und Nominierte
| Jahr                 | Interpret                           | Nationalität                  | Titel                 | Songwriter | Nominierte | Bild des/der Gewinner(s)     |
| -------------------- | ----------------------------------- | ----------------------------- | --------------------- | --- | --- | ---------------------------- |
| 2015                 | Lecrae featuring For King & Country | Vereinigte Staaten Australien | Messengers            | Torrance Esmond, Ran Jackson, Ricky Jackson, Kenneth Chris Mackey, Lecrae Moore, Joseph Prielozny, Joel Smallbone and Luke Smallbone | - Francesca Battistelli, David Arthur Garcia und Ben Glover für Write Your Story, gesungen von Francesca Battistelli - David Crowder, Ben Glover und Matt Maher für Come As You Are, gesungen von Crowder - Nathan Cochran, David Arthur Garcia, Ben Glover, Barry Graul, Bart Millard, Soli Olds, Mike Scheuchzer und Robby Shaffer für Shake, gesungen von MercyMe - Bear Rinehart und Bo Rinehart für Multiplied, gesungen von Needtobreathe |                              |
| 2016                 | Francesca Battistelli               | Vereinigte Staaten            | Holy Spirit           | Die Auszeichnung für den Songwriter wurde nicht vergeben, da diese nur für neue Lieder im Auszeichnungszeitraum vergeben wird. Das Lied wurde geschrieben (und ursprünglich aufgenommen) von Bryan und Katie Torwalt.                                | - Ed Cash, David Crowder und Seth Philpott für Lift Your Head Weary Sinners (Chains), gesungen von Crowder - Matt Maher für Because He Lives (Amen), gesungen von Matt Maher - Tai Anderson, Brenton Brown, David Carr, Mark Lee, Matt Maher und Mac Powell für Soul on Fire, gesungen von Third Day featuring All Sons & Daughters | Francesca Battistelli (2008) |
| 2017                 | Hillary Scott & the Scott Family    | Vereinigte Staaten            | Thy Will              | Hillary Scott, Bernie Herms und Emily Weisband | - Lauren Daigle, Michael Farren und Paul Mabury für Trust In You, gesungen von Lauren Daigle - Benjamin Backus, Seth Mosley, Joel Smallbone, Luke Smallbone & Ted Tjornhom für Priceless, gesungen von For King & Country - Natalie Grant, Becca Mizell & Samuel Mizell für King of the World, gesungen von Natalie Grant - Mia Fieldes, Jonathan Smith und Zach Williams für Chain Breaker, gesungen von Zach Williams |                              |
| 2018                 | Hillsong Worship                    | Australien                    | What a Beautiful Name | Ben Fielding und Brooke Ligertwood | - Mark Hall und Bernie Herms für Oh My Soul, gesungen von Casting Crowns - Natalie Grant für Clean, gesungen von Natalie Grant - David Garcia, Ben Glover, Crystal Lewis, MercyMe und Tim Timmons für Even If" gesungen von MercyMe - Chuck Butler, Jonathan Smith und Tauren Wells für Hills and Valleys, gesungen von Tauren Wells | Hillsong United (2009)       |
| 2019                 | Lauren Daigle                       | Vereinigte Staaten            | You Say               | Lauren Daigle, Jason Ingram und Paul Mabury | - Cory Asbury, Caleb Culver und Ran Jackson für Reckless Love, gesungen von Cory Asbury - Ben Glover, Matt Hales, Stephen Blake Kanicka, Seth Mosley, Joel Smallbone, Luke Smallbone und Tedd Tjornhom für Joy, gesungen von For King & Country - David Garcia, Ben Glover, MercyMe, Solomon Olds und John Reuben für Grace Got You, gesungen von MercyMe ft. John Reuben - Ethan Hulse, Jordan Sapp und Tauren Wells für Known, gesungen von Tauren Wells |                              |
| 2020 26. Januar 2020 | For King & Country & Dolly Parton   | Australien Vereinigte Staaten | God Only Knows        | Josh Kerr, Jordan Reynolds, Joel Smallbone, Luke Smallbone, Tedd Tjornhom | - Mark Hall, Bernie Herms und Matthew West für Only Jesus, gesungen von Casting Crowns - Danny Gokey, Ethan Hulse und Colby Wedgeworth für Haven’t Seen It Yet, gesungen von Danny Gokey - God’s Not Done with You (Single-Version), gesungen von Tauren Wells - Ethan Hulse, Andrew Ripp, Jonathan Smith und Zach Williams für Rescue Story, gesungen von Zach Williams |                              |
| 2021 14. März 2021   | Zach Williams und Dolly Parton      | Vereinigte Staaten            | There Was Jesus       | Casey Beathard, Jonathan Smith, Zach Williams | - Chris Brown, Cody Carnes, Kari Jobe Carnes und Steven Furtick für The Blessing (live), gesungen von Kari Jobe, Cody Carnes & Elevation Worship - Denisia Andrews, Jones Terrence Antonio, Saint Bodhi, Brittany Coney, Kirk Franklin, Lasanna Harris, Shama Joseph, Stuart Lowery, Lecrae Moore und Nathanael Saint-Fleur für Sunday Morning, gesungen von Lecrae featuring Kirk Franklin - Andrew Bergthold, Ed Cash, Franni Cash, Martin Cash und Scott Cash für Holy Water, gesungen von We the Kingdom - Chuck Butler, Krissy Nordhoff, Jordan Sapp, Alexis Slifer und Tauren Wells für Famous For (I Believe), gesungen von Tauren Wells featuring Jenn Johnson                                             |                              |
| 2022 3. April 2022   | CeCe Winans                         | Vereinigte Staaten            | Believe for It        | Dwan Hill, Kyle Lee, CeCe Winans und Mitch Wong | - Kirk Franklin, Dominique Jones, Cynthia Nunn und Justin Smith für We Win, gesungen von Kirk Franklin & Lil Baby - Josiah Bassey, Dernst Emile und H.E.R. für Hold Us Together (Hope Mix), gesungen von H.E.R. & Tauren Wells - Jonathan Jay, Nathan Jess und Chandler Moore für Man of Your Word, gesungen von Chandler Moore & KJ Scriven - Chris Brown, Steven Furtick, Chandler Moore, Naomi Raine für Jireh, gesungen von Elevation Worship & Maverick City Music featuring Chandler Moore & Naomi Raine |                              |
| 2023 5. Februar 2023 | Maverick City Music & Kirk Franklin | Vereinigte Staaten            | Fear Is Not My Future | Kirk Franklin, Nicole Hannel, Jonathan Jay, Brandon Lake und Hannah Shackelford | - Dante Bowe, David Crowder, Ben Glover und Jeff Sojka für God Really Loves Us (Radio-Version), gesungen von Crowder feat. Dante Bowe and Maverick City Music - Chuck Butler, Dominique Jones und Ethan Hulse für So Good, gesungen von Doe - Josh Kerr, Jordan Reynolds und Joel Smallbone, Luke Smallbone für For God Is with Us, gesungen von For King & Country und Hillary Scott - Jason Ingram, Brian Johnson, Jenn Johnson, Chris Tomlin und Phil Wickham für Holy Forever, gesungen von Chris Tomlin - Chris Davenport, Bill Johnson, Brian Johnson und Phil Wickham für Hymn of Heaven (Radio-Version), gesungen von Phil Wickham                                                                         |                              |
| 2024 4. Februar 2024 | Lecrae & Tasha Cobbs Leonard        | Vereinigte Staaten            | Your Power            | Alexandria Dollar, Jordan Dollar, Antonio Gardener, Micheal Girgenti, Lasanna “Ace” Harris, David Hein, Deandre Hunter, Dylan Hyde, Christian Louisiana, Patrick Darius Mix Jr., Lecrae Moore, Justin Pelham, Jeffrey Lawrence Shannon, Allen Swoope | - Hank Bentley, Blessing Offor für Believe, gesungen von Blessing Offor - Firm Foundation (He Won’t) (live), gesungen von Cody Carnes - Lauren Daigle, Jason Ingram für Thank God I Do, gesungen von Lauren Daigle - Love Me Like I Am, gesungen von For King & Country featuring Jordin Sparks - Daniel Bashta, Chris Davenport, Ryan Ellis, Naomi Raine für God Problems, gesungen von Maverick City Music, Chandler Moore & Naomi Raine | Lecrae 2020                  |
| 2025 2. Februar 2025 | CeCe Winans                         | Vereinigte Staaten            | That’s My King        | Taylor Agan, Kellie Gamble, Lloyd Nicks, Jess Russ | - Holy Forever (live) von Bethel Music & Jenn Johnson featuring CeCe Winans - Praise von Elevation Worship featuring Brandon Lake, Chris Brown & Chandler Moore (Autoren: Pat Barrett, Chris Brown, Cody Carnes, Steven Furtick, Brandon Lake, Chandler Moore) - Firm Foundation (He Won’t) von Honor & Glory featuring Disciple - In the Name of Jesus von Jwlkrs Worship & Maverick City Music featuring Chandler Moore (Autoren: Austin Armstrong, Ran Jackson, Chandler Moore, Sajan Nauriyal, Ella Schnacky, Noah Schnacky, Ilya Toshinskiy) - In the Room von Maverick City Music, Naomi Raine & Chandler Moore featuring Tasha Cobbs Leonard (Autoren: G. Morris Coleman, Tasha Cobbs Leonard, Naomi Raine) |                              |